# Carludovica
Karludovika (lat. Carludovica), rod vazdazelenih trajnica iz porodice Cyclanthoideae. Postoje četiri vrste raširene od južnog Meksika do tropske Južne Amerike, uvezene su i na Karibe.
Ovaj rod nema stabljike, pomalo sliči na palme, stvara grozdove velikih listova u obliku lepeze visokih 1 - 4 metra. Najvažnija je  Carludovica palmata, od čijih se vlakana rade panama šeširi.

## Vrste
1. Carludovica drudei Mast.
2. Carludovica palmata Ruiz & Pav.
3. Carludovica rotundifolia Schaedtler
4. Carludovica sulcata Hammel

## Sinonimi
- Ludovia Pers.
- Salmia Willd.